# Florence Yoch & Lucile Council

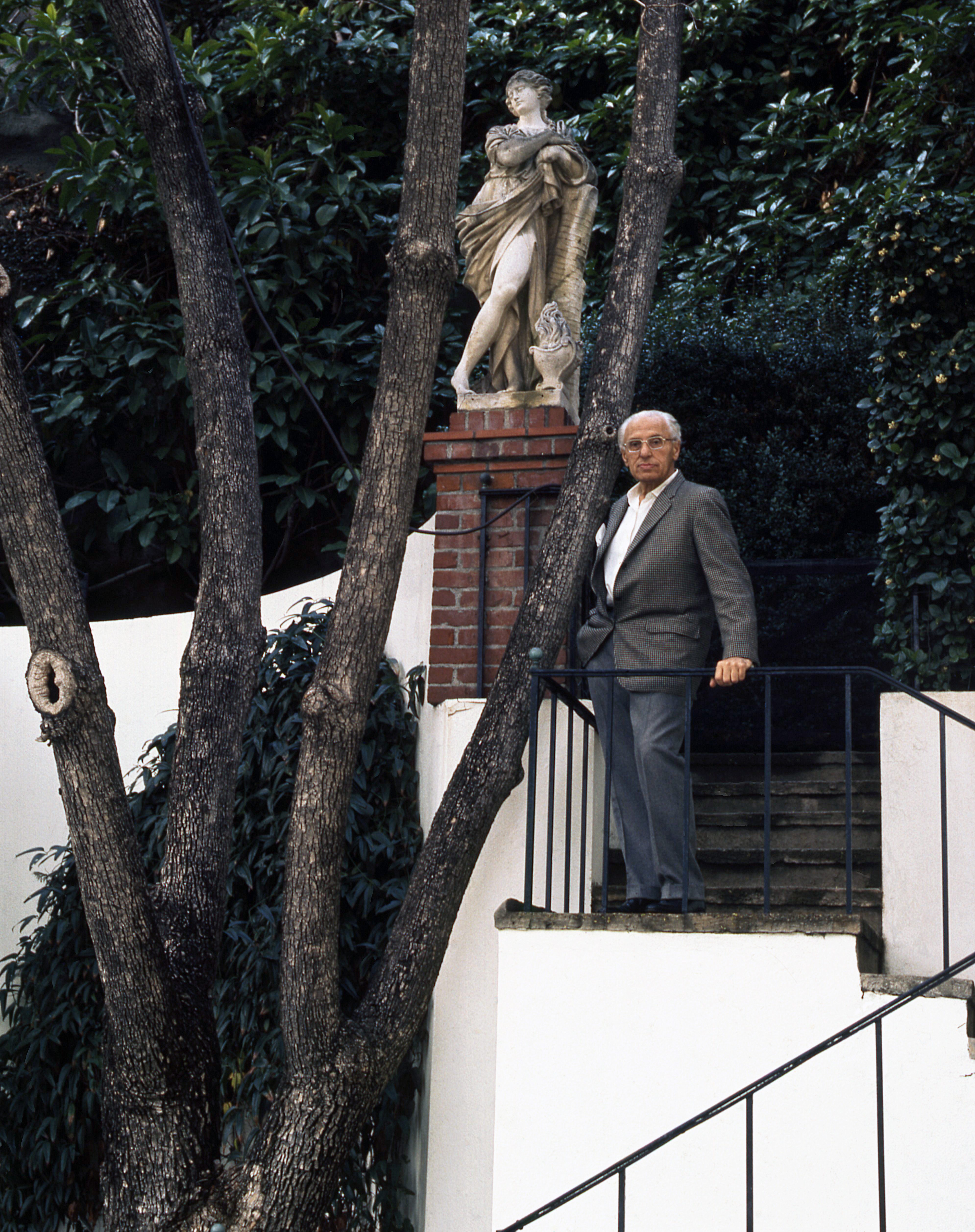
George Cukor ve své zahradě, v Hollywood Hills, Los Angeles.

Florence Yoch (1890–1972) a Lucile Council (1898–1964), byly vlivné kalifornské zahradní architektky, působící v první polovině 20. století v Jižní Kalifornii. Dvojice byla označována jako "nejlepší zahradní architekti v Kalifornii".

## Životopis
Florencie Yoch se narodila do privilegované rodiny, navštěvovala Kalifornskou univerzitu v Berkeley, Cornell University a nakonec University of Illinois v Urbana-Champaign, kde získala titul v oboru zahradní architektury. Začala svoji praxi v Pasadeně, (Kalifornie) v roce 1918. Lucile Council s ní začala spolupracovat v roce 1921, stala se postupně její spolupracovnicí a nakonec i životní partnerkou.

## Dílo
Jejich úpravy zahrnovaly:
- Panství Howard Huntington, Henry E. Huntington dědic, Pasadena, Kalifornie
- Jezdecký statek ve Will Keith Kellogg v Pomona Valley, dnešní kampus Cal Poly Pomona[4]
- 'Il' Brolino nemovitosti se zahradou s topiary v Montecito, Kalifornie[1]
- Getty House – zahrady v Windsor Square, Los Angeles
- Rancho Los Alamitos v Long Beach, Kalifornie[1]
- Zahrady majitele George Cukora v Hollywood Hills, Los Angeles – v průběhu několika desetiletí
- Majetek Jacka Warnera v Beverly Hills, Kalifornie – v současnosti majetek Davida Geffena
- Filmové kulisy pro exteriér "Tara" ve filmu „Gone with the Wind“ (česky jako Jih proti Severu)
- Majetek Davida O. Selznicka v Beverly Hills

Práce Florencie Yoch a Lucile Rady jsou popsány v knize "Landscaping the American dream: the gardens and film sets of Florence Yoch, 1890–1972".